# Johan Polyander van Kerckhoven (1568-1646)
Johannes Polyander van (den) Kerckhoven (Metz, 28 maart 1568 – Leiden, 4 februari 1646) stamde uit een aanzienlijk Gents geslacht.  Zijn familienaam was 'Van den Kerckhove', maar de rector van de Latijnse school te Gent schreef zijn vader Jean in als Polyander (Gr.: poluandrion = 'begraafplaats'). Deze Jean Polyander was reeds predikant, onder meer te Emden, en was in 1571 scriba bij de aldaar gehouden Synode van Emden.

## Leven en werk
De zoon werd een vooraanstaand calvinistisch theoloog, van contraremonstrantse opvatting, maar wel gematigd. Hij werd predikant in de Waalse kerk van Dordrecht in 1592. In 1611 volgde hij Franciscus Gomarus op als professor in de Theologie aan de Universiteit van Leiden. In zijn inaugurale rede De theologiae dignitate et praestantia (op 7 oktober) gaf hij aan onder de politieke en godsdienstige spanningen van zijn tijd en omgeving aan vrede te willen werken. Hij trad op als een verzoenende figuur bij de Leidse geschillen rond de theologie van Jacobus Arminius en diens opvolger Conradus Vorstius.
Tussen 1613 en 1646 fungeerde Polyander achtmaal als rector magnificus van de Leidse universiteit. Hij was 23 maal voorzitter van de Nederlandse synode van de Waalse kerk.

## Zoon en kleinzoon
- Polyanders zoon Johan Polyander van den Kerckhove Jr. (Dordrecht, 24 augustus 1594 – Sassenheim, 7 maart 1660), Heer van Heenvliet[3], veelal kortweg genaamd Heenvliet (in Engeland: John Poliander Kirkoven genoemd),  volgde niet de theologische familietraditie. Hij studeerde rechten, werd hoveling en diplomaat, was een vertrouweling en naaste medewerker van prins Frederik Hendrik, vervulde hoge ambten en functies en trad als zodanig onder meer ook op als curator van de Illustere school te Breda. Hij was in zijn tweede huwelijk getrouwd met Katherine Stanhope (1609–1667), weduwe van Henry, Lord Stanhope, en latere gravin van Chesterfield.
- Ook Polyanders kleinzoon Charles Henry (Den Haag, 9 mei 1643 – 1682/1683) koos een ambtelijke / bestuurlijke loopbaan (als drossaard van Breda) en was evenals zijn vader verbonden aan het stadhouderlijk hof. Hij behoorde eerst als Lord Wotton, en later als Charles van der Kerckhove, graaf van Bellomont, tot de Engelse aristocratie.

## Trivia
- Polyanders naam leeft voort in de reformatorische J. Polyanderschool in de Dordtse wijk Sterrenburg.
- Als Leids hoogleraar noemde Polyander het Leidse Rapenburg de mooiste gracht van Europa, geciteerd in het boek Les délices de Leide (1712) en in Les délices de la Hollande (Parival, 1660): "van alle werelddelen is Europa het mooiste werelddeel, van Europa zijn de Nederlanden het mooiste land, van de Zeventien Provinciën is Holland de mooiste, van de Hollandse steden is Leiden de mooiste, en van alle straten en grachten van Leiden is het Rapenburg de mooiste". Met hetzelfde citaat (en met een verwijzing naar Polyander) begint Frans Kellendonk zijn "spookverhaal" Letter en geest (1982) dat zich afspeelt in de Universiteitsbibliotheek Leiden, die meer dan 400 jaar gehuisvest was aan het Rapenburg.

## Beknopte bibliografie
- Varia Poëmata. Genève en Heidelberg, 1587.
- Accord des passages de la saincte Escriture, qui semblent de prime abord estre contraires les uns aux autres, mis en ordre, par J.P. Dordrecht 1599,
- De locis definitronis, proprii et accidentrum. Dordrecht 1600
- Theses logicae aque ethicae. 1602.
- Les actes mémorables des Grecs, recueillis en bas Alleman par André Demètre et traduicts en François. Dordrecht, 1602
- Dispute contre l'invocation des Saints. 1607
- Responsio ad interpretata Anastasii Cochletii, Doctoris Sor bonistae, ac monachi Carmelitae sophismata. 1610.
- Cochelet antwoordde met zijn Coemeterium Calvini inferni.
- Dispute contre l'Adoration des Reliques. 1611
- Thomae Cartwrightii commentarii succincti et dilucidi in Proverbia Salomonis, cum praefatione Joh. Polyandri, Leiden 1617, 4. Aufl. 1663
- Syntagma Exercitationum Theologicarum. 1621
- Synopsis purioris Theologiae, J. Polyandri, A. Walaei, J. Thysii, F. Hommiï et D. Sinapii. Oratt. inaug. habitae cum facultas theologica et collegium illustrium Ordinum a Curatoribus instaurarentur. Leiden 1620, Amsterdam1658,
- Oratio de conciliatione Ethnicae et Christianae. Leiden 1636
- Oratio in obitum A. Walaei.
- Disputationes L II, comprehensae, ac conscriptae per Joh. Polyandrum, Andr. Rivetum, Ant. Walaeum et Ant. Thysium, Leiden 1625
- Miscellaneae Tractationes Theologicae, in quibus agitur de Praedestinatione, et gratia Dei et de Coena Domini. Leiden 1629
- Meditationes sacrae in Psalmum VI. Leiden 1630
- Concerlatio Antisociniana, disputationibus XLVIII, in Academia Leydensi ab ipso publicè agitate. Amsterdam 1640

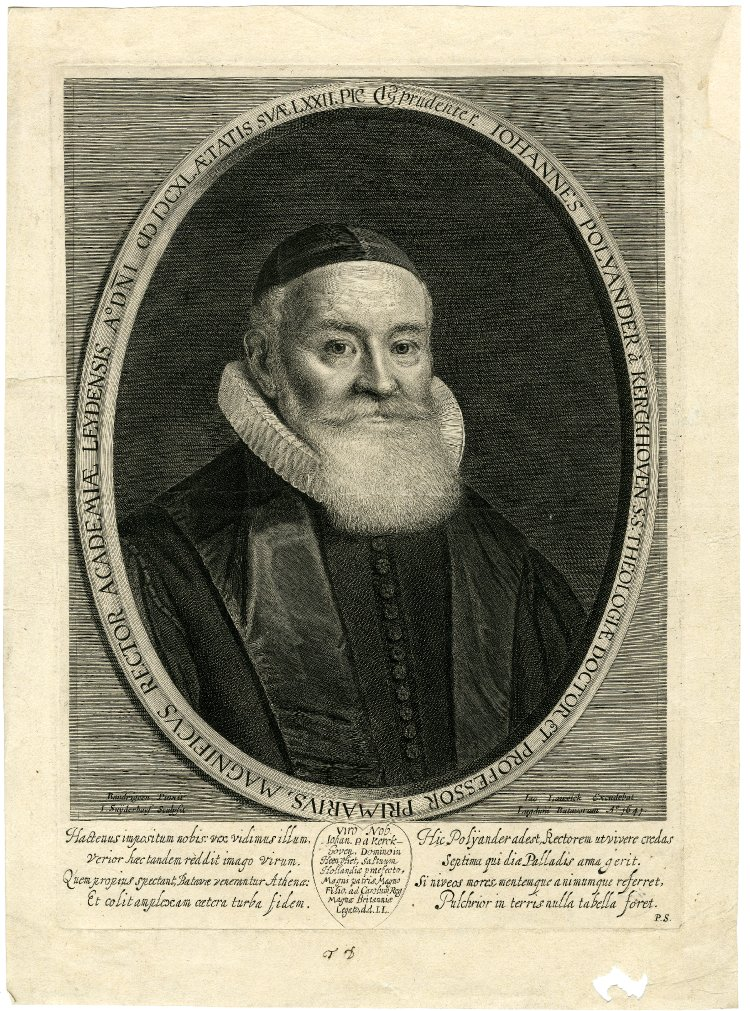
Johannes Polyander, 1641.
Gravure door Jonas Suyderhoef (1623–1686), naar een schilderij door David Baudringhien (circa 1581–1650)

- De essentiali Jesu Christi existentiâ, ac gloriâ Divinâ, quam cum Deo Patre suo habuit ab aeterno, concertatio, decem Disputationibus contra Johannem Crellium comprehensa. Leiden 1645
- Judicium et consilium de comae et vestium usu et abusu, Leiden 1644
- Sermons théologiques de Jean Polyander, Doct. et Prof. en Théologie à Leyde, Leiden 1639
- Spiegel der ware bekeeringe des sondaers tot Godt, ofte Aenmerkinge over het boek des Profeten Jona, Leiden 1626
- Over den sesden Psalm, Amsterdam 1628
- Over Ephesen I en II, of grond onzer zaligheid.
- Anker der gelovigen.
- Wederlegginge eenes brief gheschreven by sekeren Doctoor des Ordens van S. Augustyn binnen Luyck: Mitzg. de redenen, ontleent van R. Bellarmyn, dienende tot bevestig. v.d. aanroepinghe der Heyl.... (Uit het Fransch) overg. Leiden 1608
- Vereeniging van veel passagies der Heiligen Schrifture.
- Van de aanbiddinge der Reliques van de afgestorven Heiligen.
- Lijk-Oratie over het afsterven van Festus Hommius, seer getrouwen Herder der Kercke van Leyden, Ghedaen in de Academie in het Audit. der H. Theol. tot Leyden, den 10den Julij 1642. Leiden, 1642.